# Stamboom George Willem Belgicus van Nassau-Weilburg
| Stamboom George Willem Belgicus van Nassau-Weilburg (1760-1762) | Stamboom George Willem Belgicus van Nassau-Weilburg (1760-1762)                                      | Stamboom George Willem Belgicus van Nassau-Weilburg (1760-1762)                                |
| --------------------------------------------------------------- | --- | ---------------------------------------------------------------------------------------------- |
| Grootouders                                                     | Karel August van Nassau-Weilburg (1685-1753) x 1723 Augusta Frederika van Nassau-Idstein (1699-1750) | Willem IV van Oranje-Nassau (1711-1751) x 1734 Anna van Hannover (1709-1759)                   |
| Ouders                                                          | Karel Christiaan van Nassau-Weilburg (1735-1788) x 1760 Carolina van Oranje-Nassau (1743-1787)       | Karel Christiaan van Nassau-Weilburg (1735-1788) x 1760 Carolina van Oranje-Nassau (1743-1787) |
| George Willem Belgicus van Nassau-Weilburg (1760-1762)          | |                                                                                                |
| Kinderen                                                        | Geen                                                                                                 | Geen                                                                                           |